# Haras de Mostaganem
Le Haras de Mostaganem est un haras fondé le 22 avril 1844 sur décision ministérielle française, à Mostaganem en Algérie. Il comporte notamment des écuries, et un hippodrome ouvert en 1847.
Il héberge à partir de 1852 le 31e groupe vétérinaire de l'armée française. Il est dissout en 1962, avec l'indépendance de l'Algérie.

## Description
À sa création, le haras est situé à environ 3 km de la ville de Mostaganem, et à 2 km de la mer. Il est en fait équidistant entre Mostaganem et Mazagran. Il compte 300 hectares de terrain, ainsi que des écuries et logements provisoires. Le terrain est plutôt sablonneux. Il comporte un hippodrome inauguré le 11 novembre 1847, près de la mer.
Le haras de Mostaganem compte aussi quatre stations de monte annexes : une à Oran, une à Sidi Bel Abbès, une à Maskara et une à Tlemcen.
En 1850, il est le plus grand des haras créés par les Français en Algérie. Son personnel se compose à cette époque d'un directeur, d'un adjoint, d'un maréchal des logis, de 44 brigadiers ou cavaliers-palefreniers, d'un directeur comptable, d'un sous-officier, et de 42 caporaux.
En 1880, ce haras reste l'un des trois établissements hippiques militaires de l'Algérie, avec ceux de Blida et de Constantine.

## Histoire
L'emplacement du haras était réputé pour avoir abrité auparavant une jumenterie de l'émir Abdelkader. 
C'est le général Lamoricière qui a rassemblé les premiers chevaux du haras de Mostaganem. Ce haras n'a initialement que deux étalons et six juments, amenés depuis diverses régions de l'Afrique du Nord.
Peu après sa création, des éleveurs de chevaux algériens viennent y faire saillir leurs juments, mais le faible effectif empêche plusieurs éleveurs arabes de recourir aux services de reproduction. D'autres étalons y sont amenés ; ce sont généralement des animaux de grande taille, venant pour une partie d'entre eux de Syrie, de Tunisie et du Maroc, mais la plupart sont originaires des plaines de Schélif et de la Nina.
En 1848, une course de chevaux y est organisée en l'honneur du général Oudinot. Le vétérinaire français Alexandre-Bernard Vallon en devient le directeur en 1852. Il héberge dès lors le 31e groupe vétérinaire de l'armée française. En 1959, il reçoit le nom de « quartier Alexandre Vallon » en hommage. Il est dissout avec l'indépendance de l'Algérie en 1962.